# Leichtathletik-Europameisterschaften 2014/Hochsprung der Männer

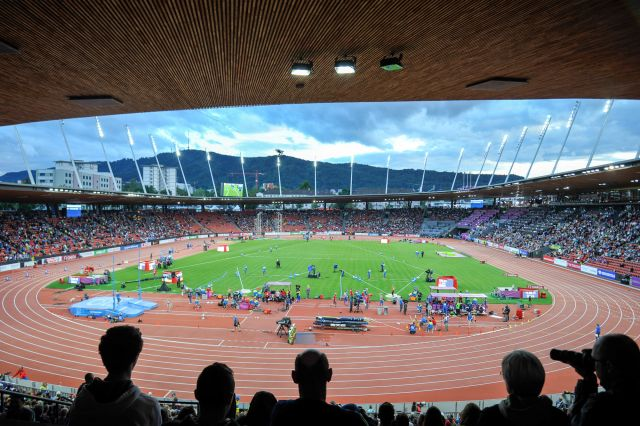
Das Letzigrund-Stadion während der Europameisterschaften 2014

Der Hochsprung der Männer bei den Leichtathletik-Europameisterschaften 2014 wurde am 13. und 15. August 2014 im Letzigrund-Stadion von Zürich ausgetragen.
In diesem Wettbewerb gab es einen Doppelsieg der Hochspringer aus der Ukraine. Europameister wurde der amtierende Weltmeister Bohdan Bondarenko. Er gewann vor Andrij Prozenko. Bronze ging an den tschechischen Olympiadritten von 2004 Jaroslav Bába.

## Legende
Kurze Übersicht zur Bedeutung der Symbolik – so üblicherweise auch in sonstigen Veröffentlichungen verwendet:
| IWR | Internationale Wettkampfregeln        |
| CR  | Wettkampfregeln                       |
| NM  | keine Höhe (no mark)                  |
| ogV | ohne gültigen Versuch                 |
| DOP | wegen Dopingvergehens disqualifiziert |
| –   | verzichtet                            |
| o   | übersprungen                          |
| x   | ungültig                              |
| r   | Wettkampf nicht fortgesetzt (retired) |

## Bestehende Rekorde
| Weltrekord           | 2,45 m | Javier Sotomayor  | Salamanca, Spanien    | 27. Juli 1993    |
| Europarekord         | 2,42 m | Patrik Sjöberg    | Stockholm, Schweden   | 14. Juni 2014    |
| Europarekord         | 2,42 m | Carlo Thränhardt  | Berlin, Deutschland   | 26. Februar 1988 |
| Europarekord         | 2,42 m | Bohdan Bondarenko | New York, USA         | 30. Juni 1987    |
| Meisterschaftsrekord | 2,36 m | Andrei Silnow     | EM Göteborg, Schweden | 9. August 2006   |

Anmerkung zum Europarekord:

Carlo Thränhardts oben genannter Europarekord wurde in der Halle erzielt. Inzwischen werden nach IWR 160, CR31.2 (Weltrekordkategorien) – in Verbindung mit IWR 160, CR31.13 (Hallenweltrekorde) in der Halle erzielte Rekorde als absolute Rekorde anerkannt.
Der bestehende EM-Rekord wurde bei diesen Europameisterschaften nicht erreicht. Am höchsten sprang der ukrainische Europameister Bohdan Bondarenko, der mit seinen 2,35 m aus dem Finale allerdings nur einen Zentimeter unter dem Rekord blieb. Zum Europarekord fehlten ihm sieben, zum Weltrekord zehn Zentimeter.

## Doping
Im Hochsprung gab es einen Dopingfall.
Der Russe Iwan Uchow, zunächst Bronzemedaillengewinner, war zusammen mit elf weiteren russischen Leichtathleten 2012 und 2013 Teil eines Dopingprogramms mit Anabolen Steroiden. Grundlage für diese Erkenntnisse war der vom Internationalen Sportgerichtshof CAS in Auftrag gegebene McLaren-Report. Iwan Uchow wurde für vier Jahre gesperrt, seine Ergebnisse zwischen dem 16. Juli 2012 und dem 31. Dezember 2015 wurden annulliert, darunter sein Olympiasieg 2012 und sein dritter Platz bei diesen Europameisterschaften.
Benachteiligt wurde insbesondere der Tscheche Jaroslav Bába, der erst mit vielen Jahren Verspätung Anspruch auf die Bronzemedaille hatte und dem die Teilnahme an der Siegerehrung verwehrt blieb.

## Qualifikation
13. August 2014, 10:07 Uhr
23 Teilnehmer traten in zwei Gruppen zur Qualifikationsrunde an. Die Qualifikationshöhe für den direkten Finaleinzug betrug 2,28 m. Nur elf Athleten übersprangen 2,23 m, womit klar war, dass die Qualifikation hier abgebrochen werden konnte, denn mindestens zwölf Teilnehmer mussten für das Finale ermittelt werden. Die Situation würde sich durch Angehen der eigentlichen Qualifikationshöhe nicht ändern. Diese elf Hochspringer hatten sich für das Finale qualifiziert. Dahinter lagen drei Athleten gleichauf, die 2,19 m ohne jeden Fehlversuch übersprungen hatten. So waren hier vierzehn Teilnehmer zur Finalteilnahme berechtigt (hellgrün unterlegt).

### Gruppe A

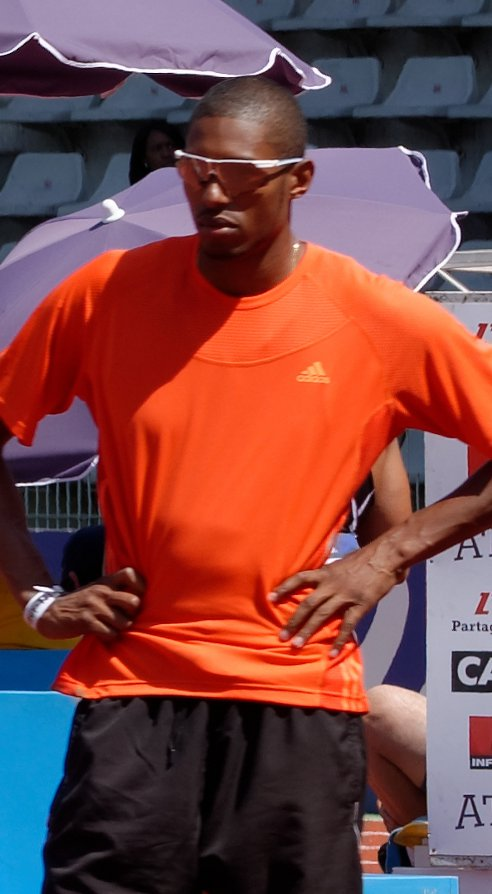
Mickaël Hanany hatte mit übersprungenen 2,19 m zu viele Fehlversuche und schied aus

| Platz | Name              | Nation         | Resultat (m) | Versuchsserie (m) | Versuchsserie (m) | Versuchsserie (m) | Versuchsserie (m) |
| Platz | Name              | Nation         | Resultat (m) | 2,10              | 2,15              | 2,19              | 2,23              |
| 1     | Bohdan Bondarenko | Ukraine        | 2,23         | –                 | –                 | –                 | o                 |
| 1     | Mihai Donisan     | Rumänien       | 2,23         | o                 | o                 | o                 | o                 |
| 3     | Daniil Zyplakow   | Russland       | 2,23         | o                 | o                 | o                 | xo                |
| 4     | Chris Baker       | Großbritannien | 2,23         | o                 | o                 | o                 | xxo               |
| 4     | Tichomir Iwanow   | Bulgarien      | 2,23         | o                 | o                 | o                 | xxo               |
| 6     | Andrej Tschuryla  | Belarus        | 2,23         | o                 | o                 | xo                | xxo               |
| 7     | Raivydas Stanys   | Litauen        | 2,19         | o                 | o                 | o                 | xxx               |
| 7     | Gianmarco Tamberi | Italien        | 2,19         | o                 | o                 | o                 | xxx               |
| 9     | Matúš Bubeník     | Tschechien     | 2,19         | o                 | o                 | xxo               | xxx               |
| 10    | Mickaël Hanany    | Frankreich     | 2,19         | –                 | xo                | xxo               | xxx               |
| 11    | Adonios Mastoras  | Griechenland   | 2,15         | –                 | xo                | xxx               |                   |

### Gruppe B

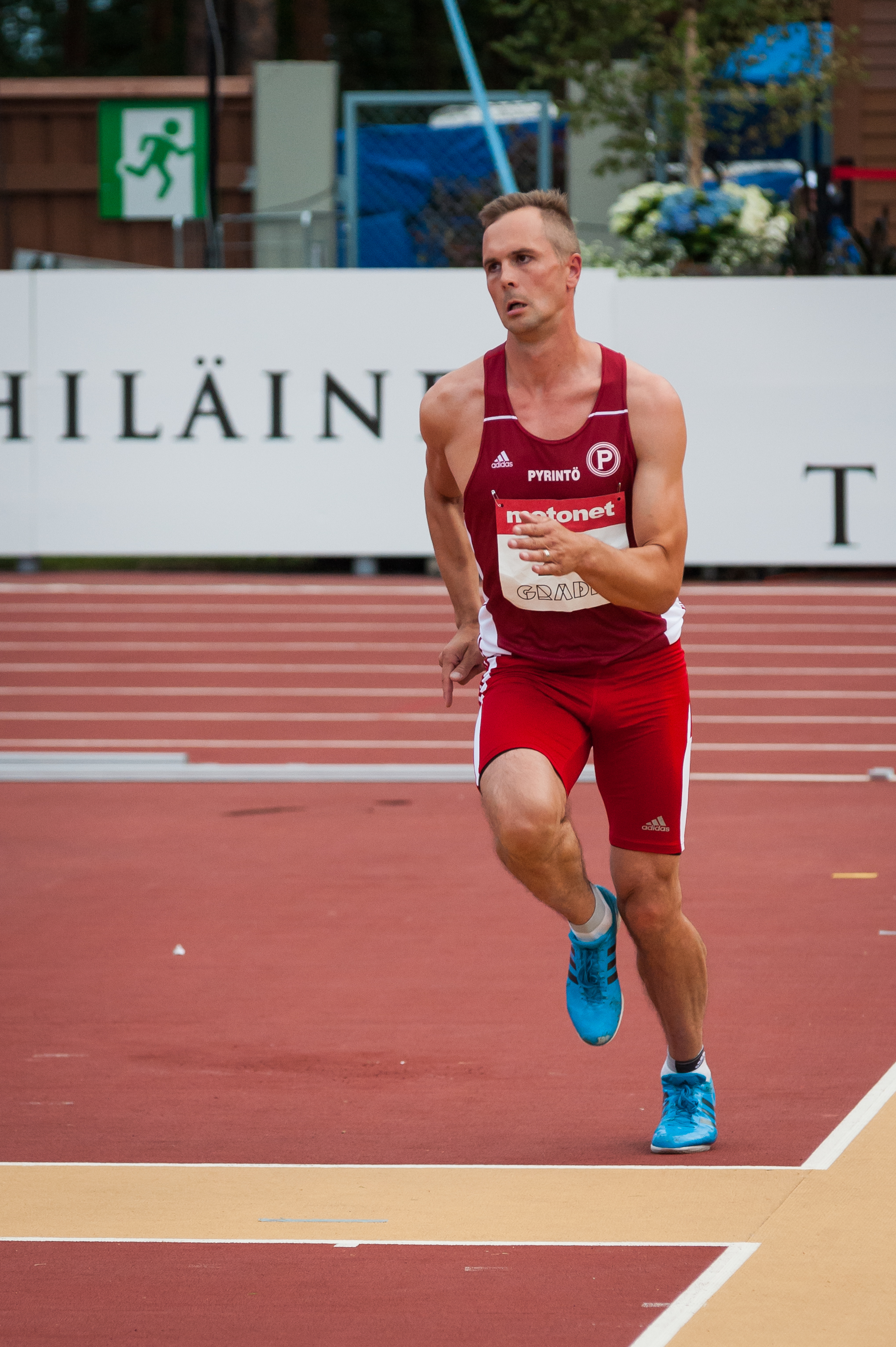
Jussi Viita produzierte mit seinen 2,19 m einen Fehlversuch zu viel, um im Finale dabei zu sein
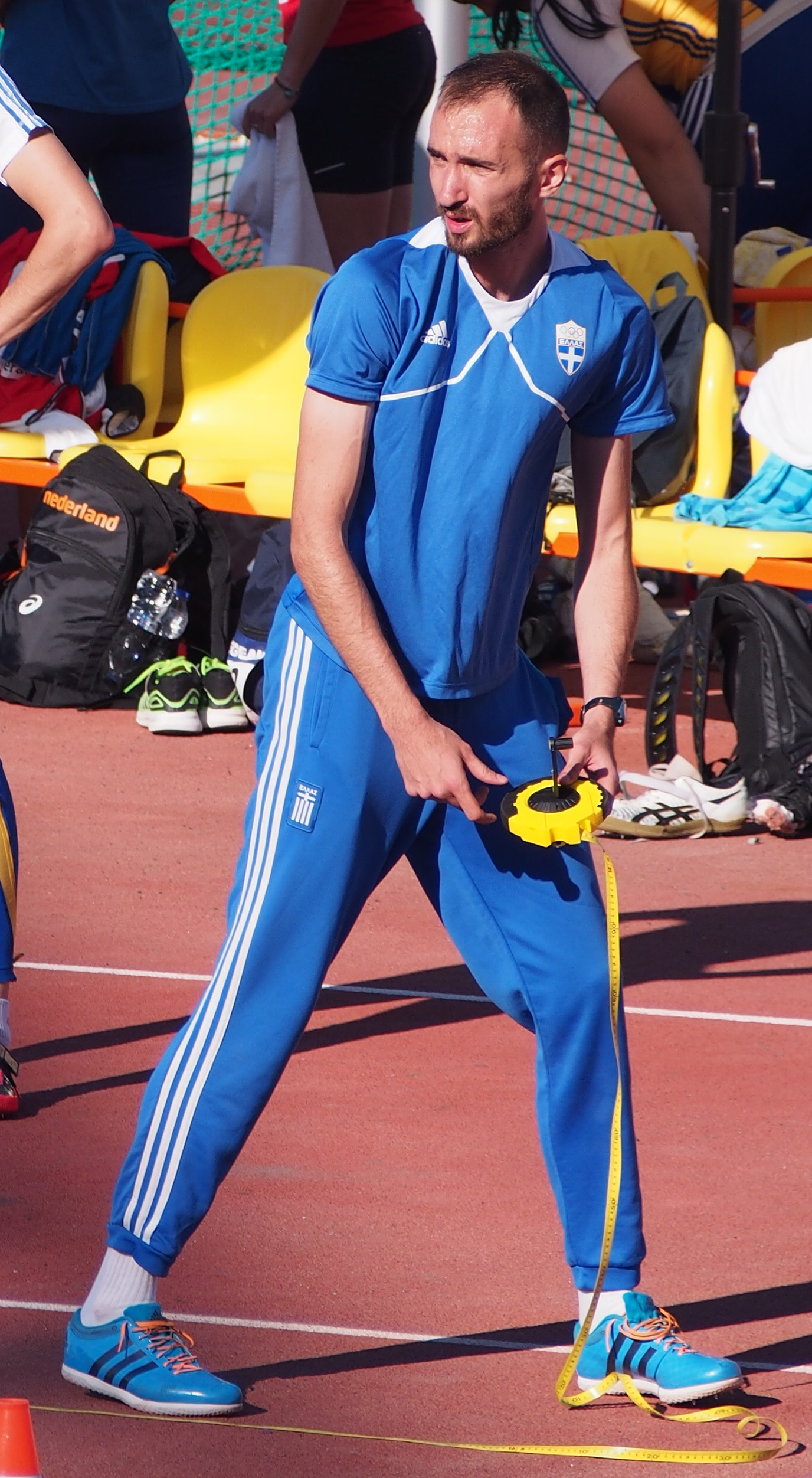
2,15 m reichten Konstadínos Baniótis nicht zur Finalteilnahme
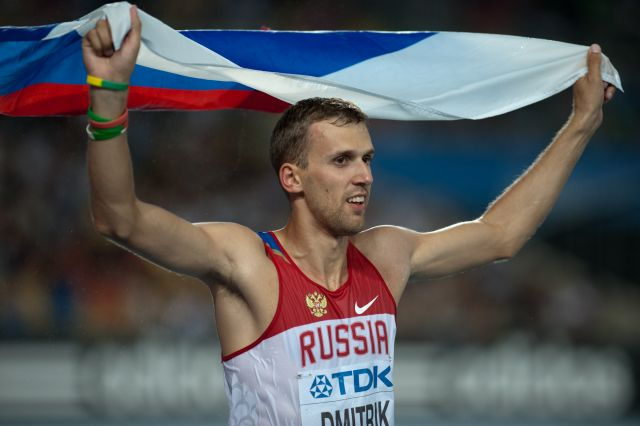
Alexei Dmitrik blieb in der Qualifikation ohne gültigen Sprung

| Platz | Name                  | Nation       | Resultat (m) | Versuchsserie (m) | Versuchsserie (m) | Versuchsserie (m) | Versuchsserie (m) | Anmerkung                 |
| Platz | Name                  | Nation       | Resultat (m) | 2,10              | 2,15              | 2,19              | 2,23              | Anmerkung                 |
| 1     | Jaroslav Bába         | Tschechien   | 2,23         | –                 | o                 | o                 | o                 |                           |
| 1     | Wojciech Theiner      | Polen        | 2,23         | o                 | o                 | o                 | o                 |                           |
| 3     | Marco Fassinotti      | Italien      | 2,23         | o                 | o                 | o                 | xo                |                           |
| 3     | Andrij Prozenko       | Ukraine      | 2,23         | –                 | o                 | o                 | xo                |                           |
| 5     | Jurij Krymarenko      | Ukraine      | 2,19         | o                 | o                 | o                 | xxx               |                           |
| 6     | Jussi Viita           | Finnland     | 2,19         | o                 | xo                | o                 | xxx               |                           |
| 7     | Eugenio Rossi         | San Marino   | 2,19         | xo                | o                 | xo                | xxx               |                           |
| 8     | Lukáš Beer            | Slowakei     | 2,19         | o                 | xxo               | xo                | xxx               |                           |
| 9     | Konstandinos Baniotis | Griechenland | 2,15         | o                 | o                 | xxx               |                   |                           |
| 10    | Viktor Ninov          | Bulgarien    | 2,15         | o                 | xxo               | xxx               |                   |                           |
| 11    | Alexei Dmitrik        | Russland     | 2,10         | o                 | xxx               |                   |                   |                           |
| DOP   | Iwan Uchow            | Russland     | 2,23         | –                 | o                 | o                 | o                 | für das Finale zugelassen |

## Finale

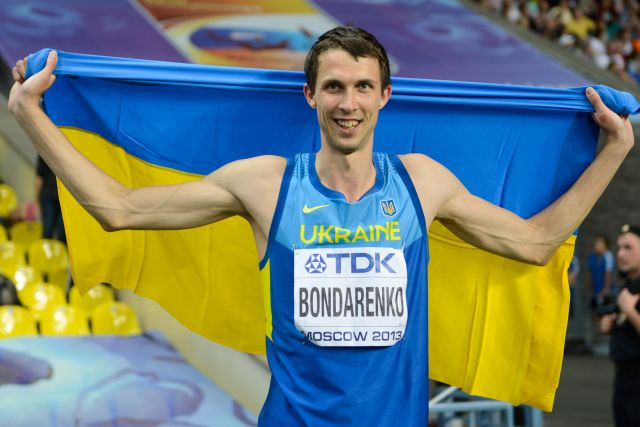
Mit Bohdan Bondarenko wurde der amtierende Weltmeister nun auch Europameister

15. August 2014, 19:46 Uhr
| Platz | Name              | Nation         | Resultat (m) | Versuchsserie (m) | Versuchsserie (m) | Versuchsserie (m) | Versuchsserie (m) | Versuchsserie (m) | Versuchsserie (m) |
| Platz | Name              | Nation         | Resultat (m) | 2,21              | 2,26              | 2,30              | 2,33              | 2,35              | 2,43              |
| 1     | Bohdan Bondarenko | Ukraine        | 2,35         | –                 | –                 | xo                | –                 | o                 | xr                |
| 2     | Andrij Prozenko   | Ukraine        | 2,33         | o                 | xxo               | o                 | xxo               | xxx               |                   |
| 3     | Jaroslav Bába     | Tschechien     | 2,30         | o                 | xxo               | xo                | xxx               |                   |                   |
| 4     | Daniil Zyplakow   | Russland       | 2,26         | o                 | o                 | xxx               |                   |                   |                   |
| 5     | Jurij Krymarenko  | Ukraine        | 2,26         | xxo               | o                 | xxx               |                   |                   |                   |
| 6     | Marco Fassinotti  | Italien        | 2,26         | o                 | xo                | xxx               |                   |                   |                   |
| 6     | Gianmarco Tamberi | Italien        | 2,26         | o                 | xo                | xxx               |                   |                   |                   |
| 6     | Tichomir Iwanow   | Bulgarien      | 2,26         | o                 | xo                | xxx               |                   |                   |                   |
| 9     | Wojciech Theiner  | Polen          | 2,26         | o                 | xxo               | xxx               |                   |                   |                   |
| 10    | Andrej Tschuryla  | Belarus        | 2,21         | xxo               | xxx               |                   |                   |                   |                   |
| 10    | Mihai Donisan     | Rumänien       | 2,21         | xxo               | xxx               |                   |                   |                   |                   |
| 10    | Chris Baker       | Großbritannien | 2,21         | xxo               | xxx               |                   |                   |                   |                   |
| NM    | Raivydas Stanys   | Litauen        | ogV          | xxx               |                   |                   |                   |                   |                   |
| DOP   | Iwan Uchow        | Russland       | 2,30         | o                 | o                 | o                 | xxx               |                   |                   |

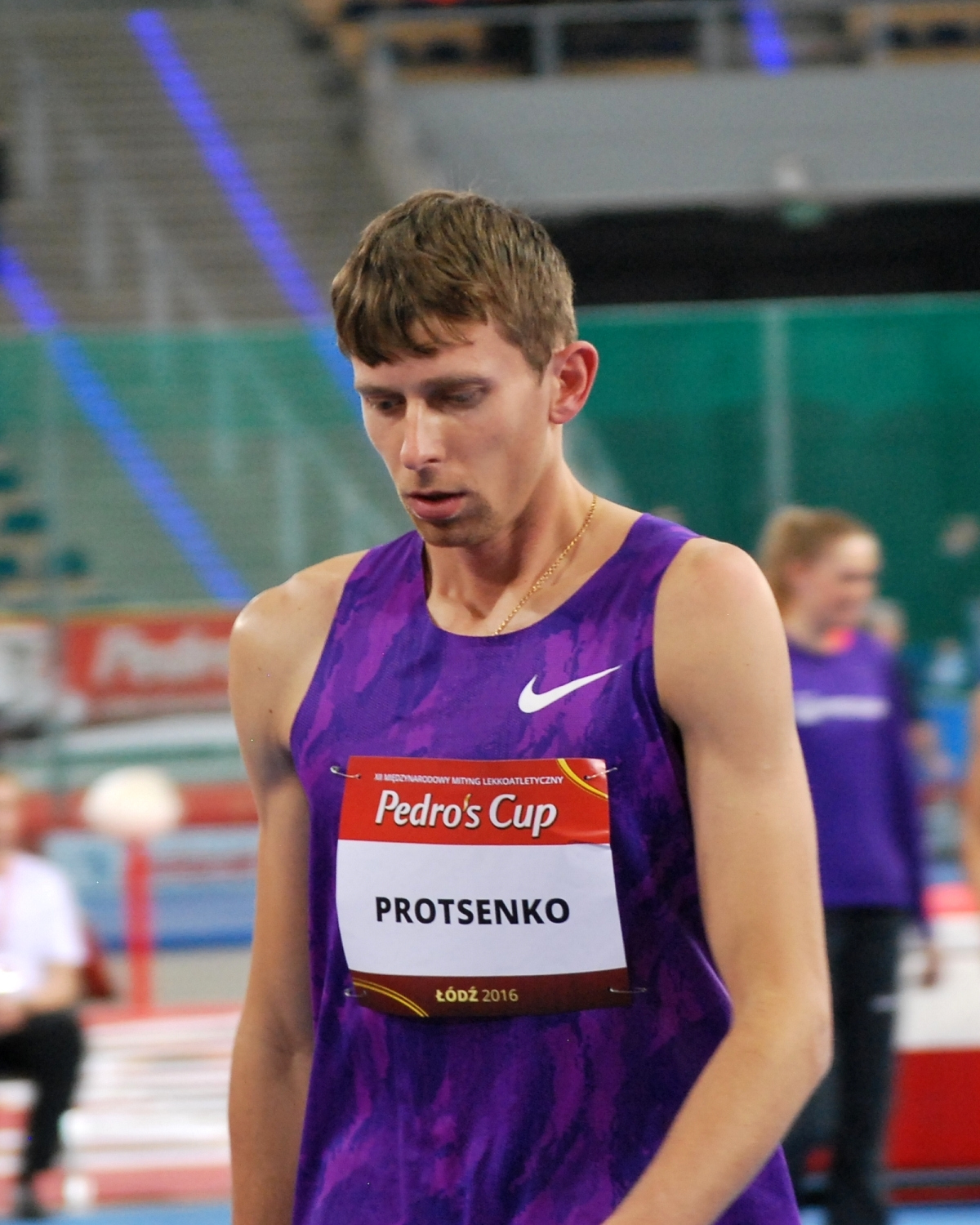
Vizeeuropameister Andrij Prozenko
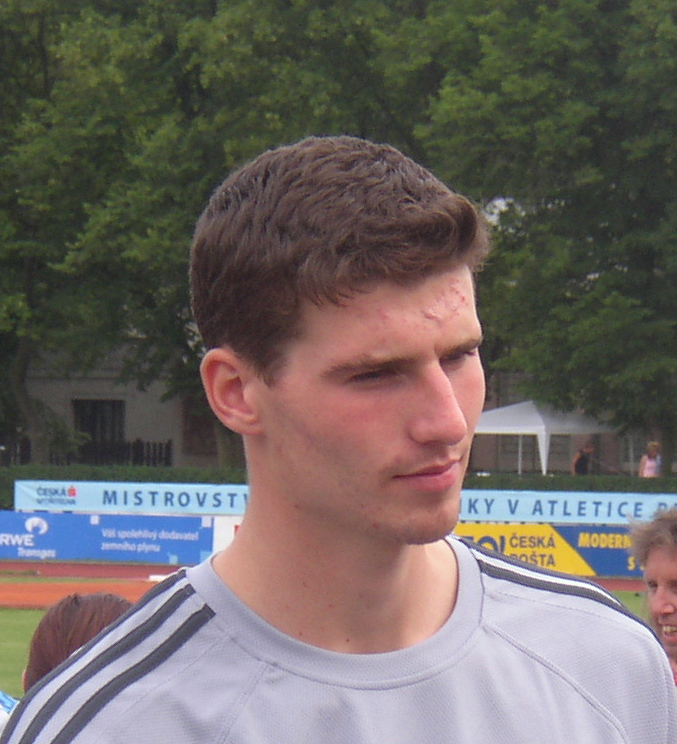
Der Olympiadritte von 2004 Jaroslav Bába errang die Bronzemedaille
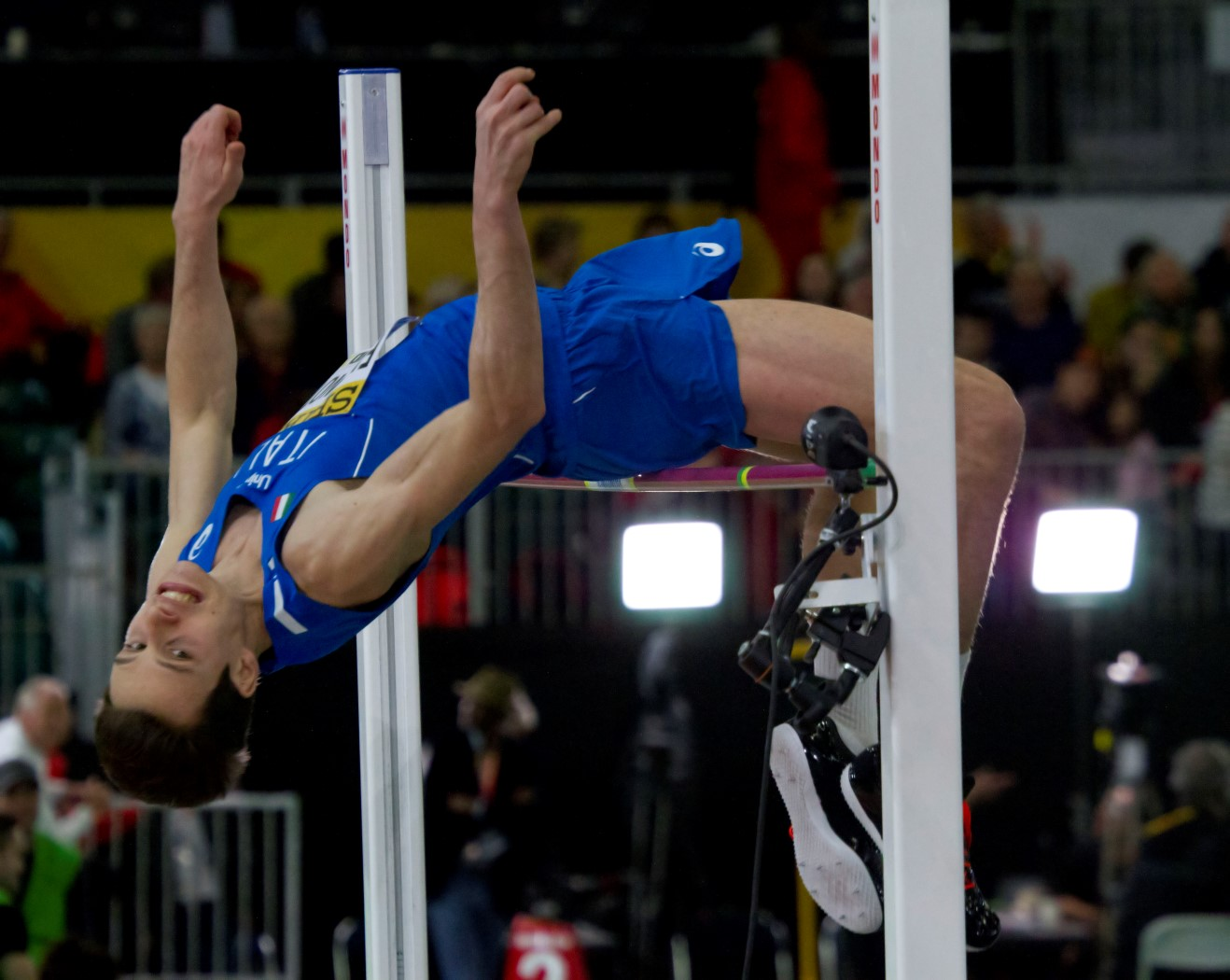
Geteilter Platz sechs für Marco Fassinotti
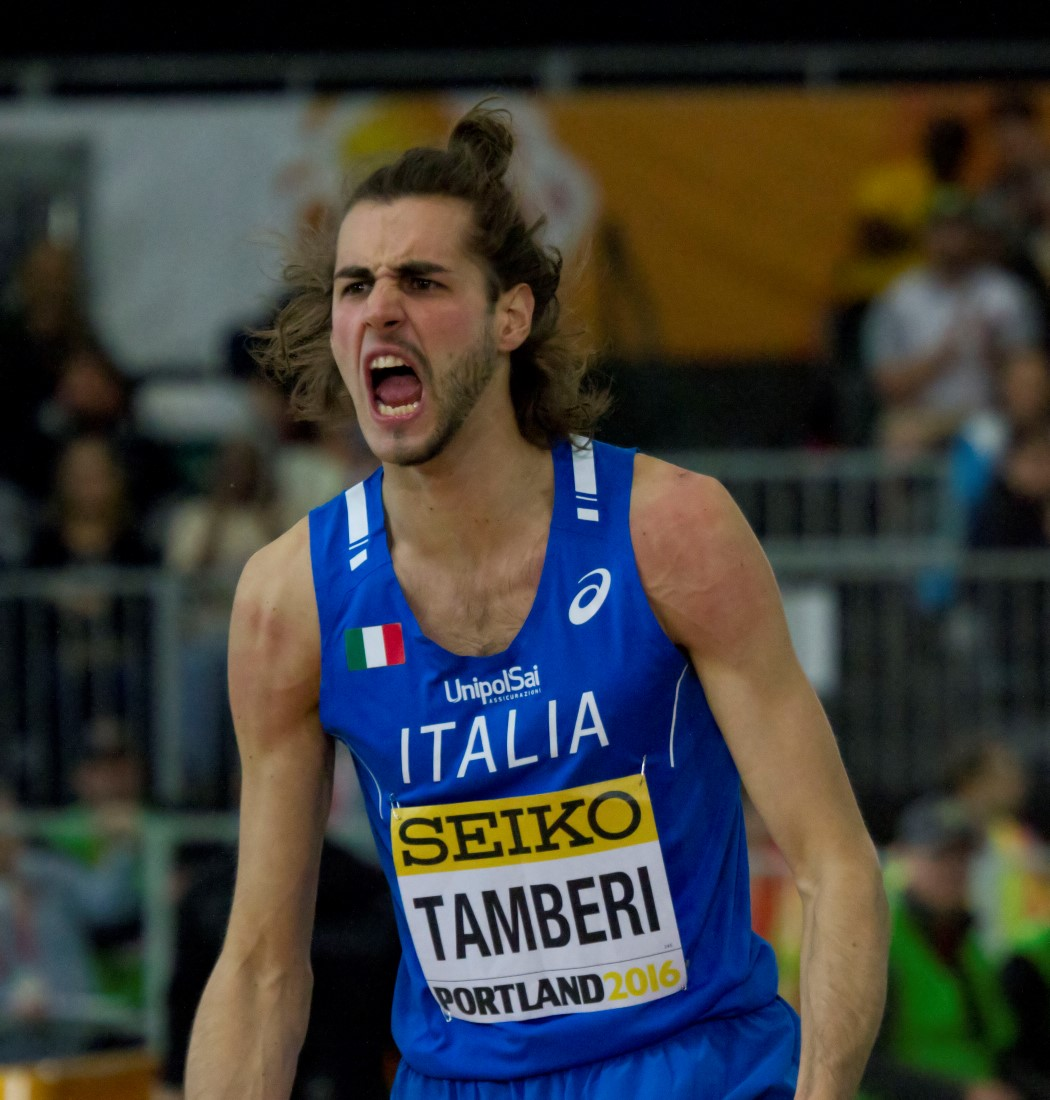
Gianmarco Tamberi belegte den geteilten Rang sechs

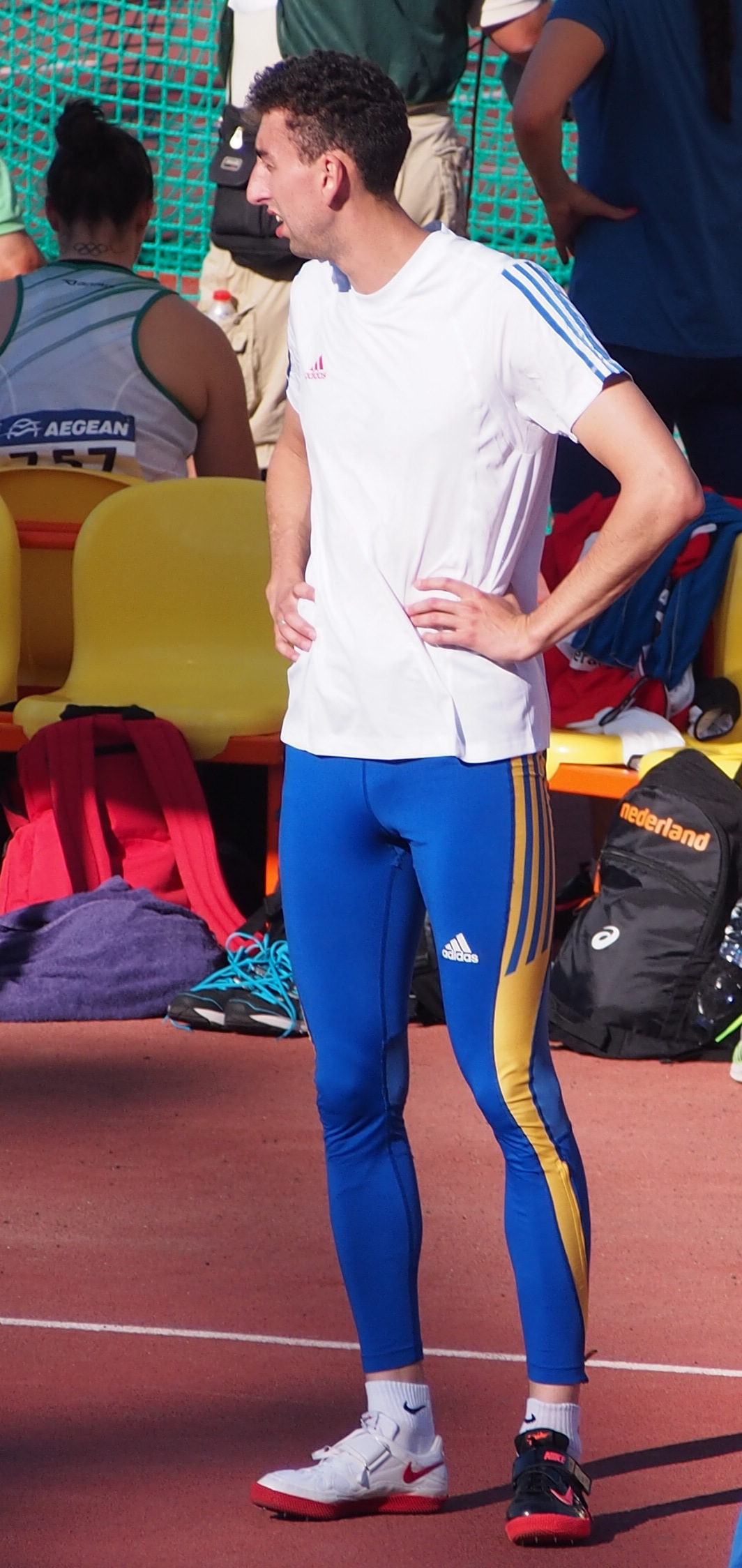
Mihai Donisan erreichte den geteilten Platz zehn
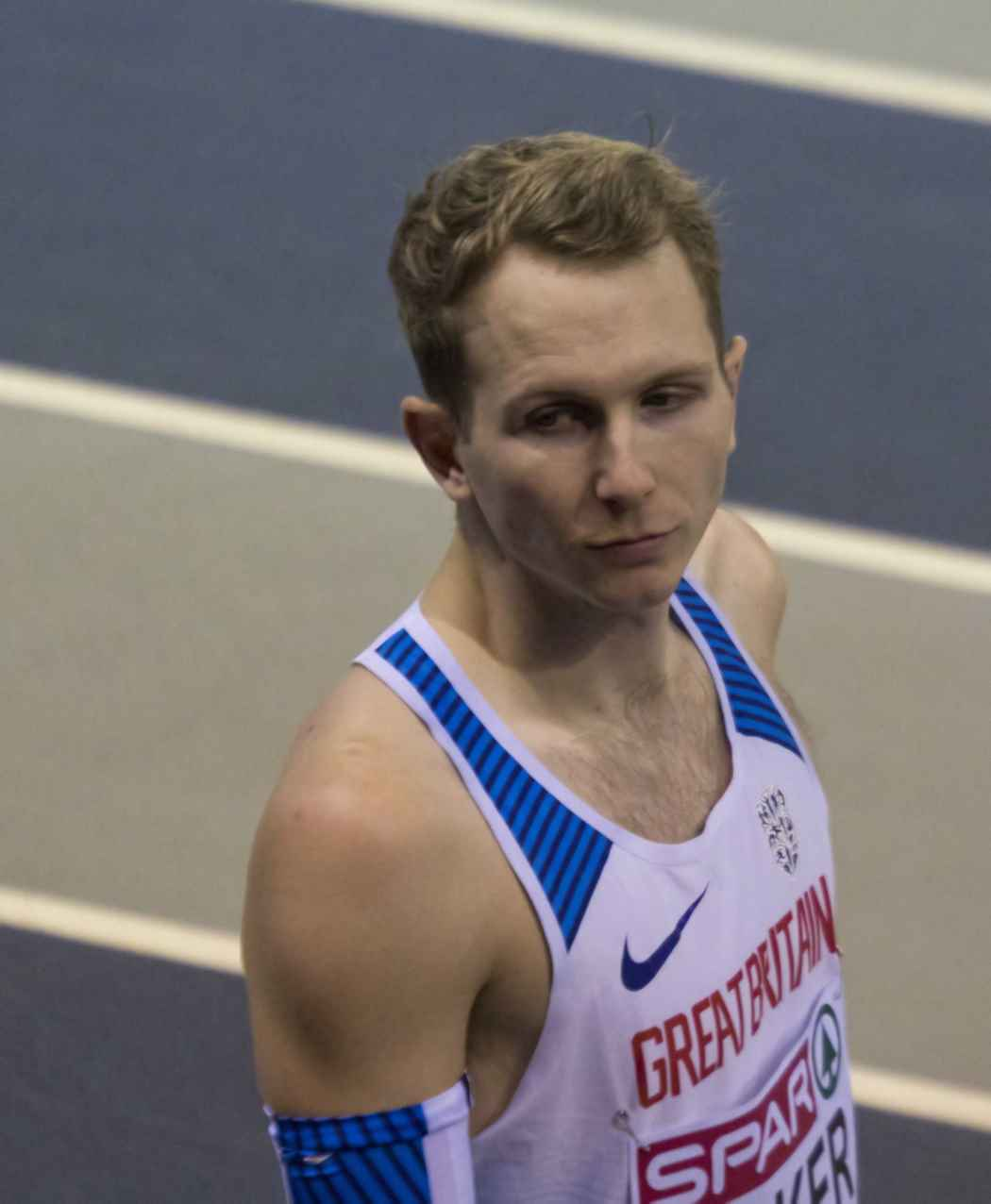
Chris Baker kam auf den geteilten zehnten Rang
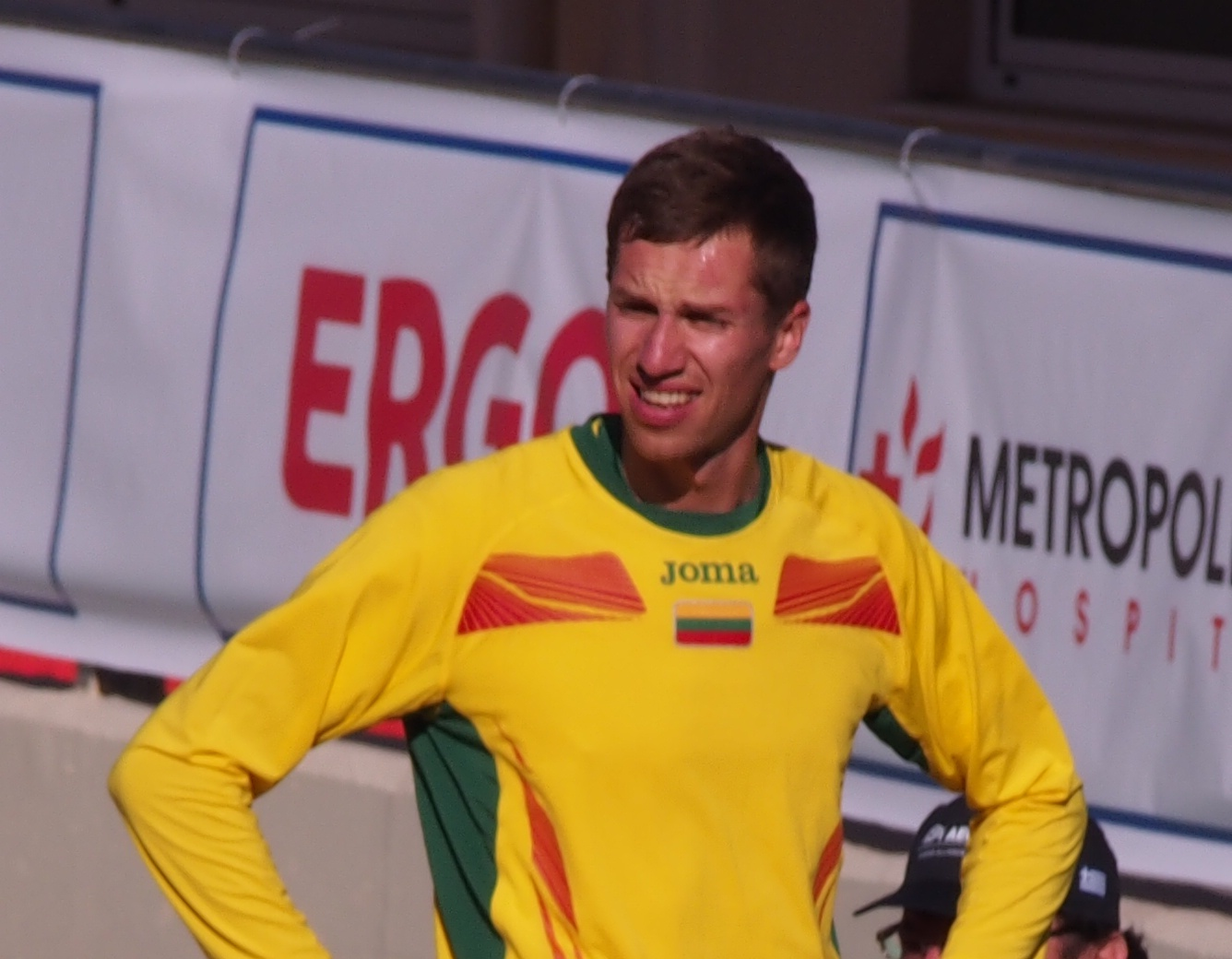
Raivydas Stanys gelang kein gültiger Sprung in diesem Finale
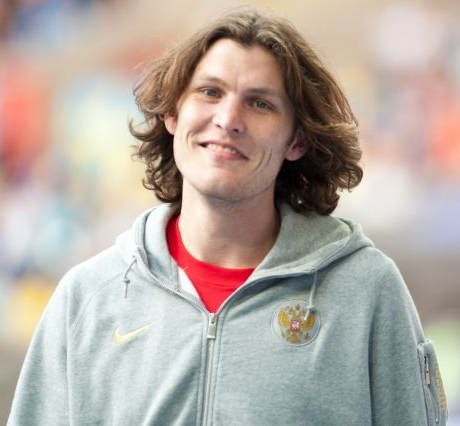
Dopingsünder Iwan Uchow

## Videolink
- FANTASTIC Jumping - Men’s High Jump Final Zurich 2014, youtube.com, abgerufen am 12. März 2023